# Ministri per le politiche di coesione della Repubblica Italiana
I ministri per le politiche di coesione della Repubblica Italiana si sono avvicendati dal 2005 in poi, con diverse denominazioni e competenze.

## Lista
| Ministro | Ministro | Ministro                   | Partito                 | Governo        | Mandato          | Mandato          | Leg.  |
| Ministro | Ministro | Ministro                   | Partito                 | Governo        | Inizio           | Fine             | Leg.  |
| --- | -------- | -------------------------- | ----------------------- | -------------- | ---------------- | ---------------- | ----- |
| Sviluppo e coesione territoriale |          |                            |                         |                |                  |                  |       |
| |          | Gianfranco Micciché (1954) | Forza Italia            | Berlusconi III | 23 aprile 2005   | 17 maggio 2006   | XIV   |
| Regioni e coesione territoriale |          |                            |                         |                |                  |                  |       |
| |          | Raffaele Fitto (1969)      | Il Popolo della Libertà | Berlusconi IV  | 10 giugno 2010   | 16 novembre 2011 | XVI   |
| Coesione territoriale |          |                            |                         |                |                  |                  |       |
| |          | Fabrizio Barca (1954)      | Indipendente            | Monti          | 16 novembre 2011 | 28 aprile 2013   | XVI   |
| |          | Carlo Trigilia (1951)      | Partito Democratico     | Letta          | 28 aprile 2013   | 22 febbraio 2014 | XVII  |
| Deleghe conferite al segretario del Consiglio dei ministri Graziano Delrio (PD) dal 22 febbraio 2014 al 2 aprile 2015, poi al sottosegretario di Stato alla Presidenza del Consiglio dei ministri Claudio De Vincenti (PD) dal 10 aprile 2015 al 12 dicembre 2016 (governo Renzi) |          |                            |                         |                |                  |                  |       |
| Coesione territoriale e Mezzogiorno |          |                            |                         |                |                  |                  |       |
| |          | Claudio De Vincenti (1948) | Partito Democratico     | Gentiloni      | 12 dicembre 2016 | 1º giugno 2018   | XVII  |
| Sud |          |                            |                         |                |                  |                  |       |
| |          | Barbara Lezzi (1972)       | Movimento 5 Stelle      | Conte I        | 1º giugno 2018   | 5 settembre 2019 | XVIII |
| Sud e coesione territoriale |          |                            |                         |                |                  |                  |       |
| |          | Giuseppe Provenzano (1982) | Partito Democratico     | Conte II       | 5 settembre 2019 | 13 febbraio 2021 | XVIII |
| |          | Mara Carfagna (1975)       | Forza Italia/Azione     | Draghi         | 13 febbraio 2021 | 22 ottobre 2022  | XVIII |
| Affari europei, Sud, politiche di coesione e PNRR |          |                            |                         |                |                  |                  |       |
| |          | Raffaele Fitto (1969)      | Fratelli d'Italia       | Meloni         | 22 ottobre 2022  | 30 novembre 2024 | XIX   |
| Affari europei, politiche di coesione e PNRR |          |                            |                         |                |                  |                  |       |
| |          | Tommaso Foti (1960)        | Fratelli d'Italia       | Meloni         | 2 dicembre 2024  | in carica        | XIX   |